# كنيسة الثالوث (كامينسك-شاختينسكي)
كنيسة الثالوث (بالروسية: Церковь Троицы Живоначальной or Свято-Троицкая церковь)، هي كنيسة روسية أرثوذكسية تقع في كامينسك-شاختينسكي، روستوف أوبلاست، روسيا، اكتمل بناؤها سنة 2003.

## تاريخ
أنشئت أبرشية الثالوث الأقدس في كامينسك-شاختينسكي في أبريل 1997. وفي عام 1998، منحت الرعية مبنى تم فيه ترتيب دار للصلاة. افتتحت الكنيسة في 9 يوليو 1998 وكانت تتوفر على مذبح واحد فقط كُرِّس تكريما للثالوث المقدس. وفي وقت لاحق، تم بناء قبة هناك، وفي عام 2003 تم تركيب بلفري مع أجراس جديدة. الآن هناك خمسة قباب، ومطبخ وبرج ناقوس منخفض.
يمتلك الثالوث المقدس جزء من الآثار المقدسة للقديس تيخون من زادونسك، الذي كان أسقف فورونيج.
يوجد في الكنيسة أيضا، مقصف للمشردين، مدرسة الأحد، متجر الكنيسة الخيرية وجوقة.

## رواق صور

الكنيسة من الداخل
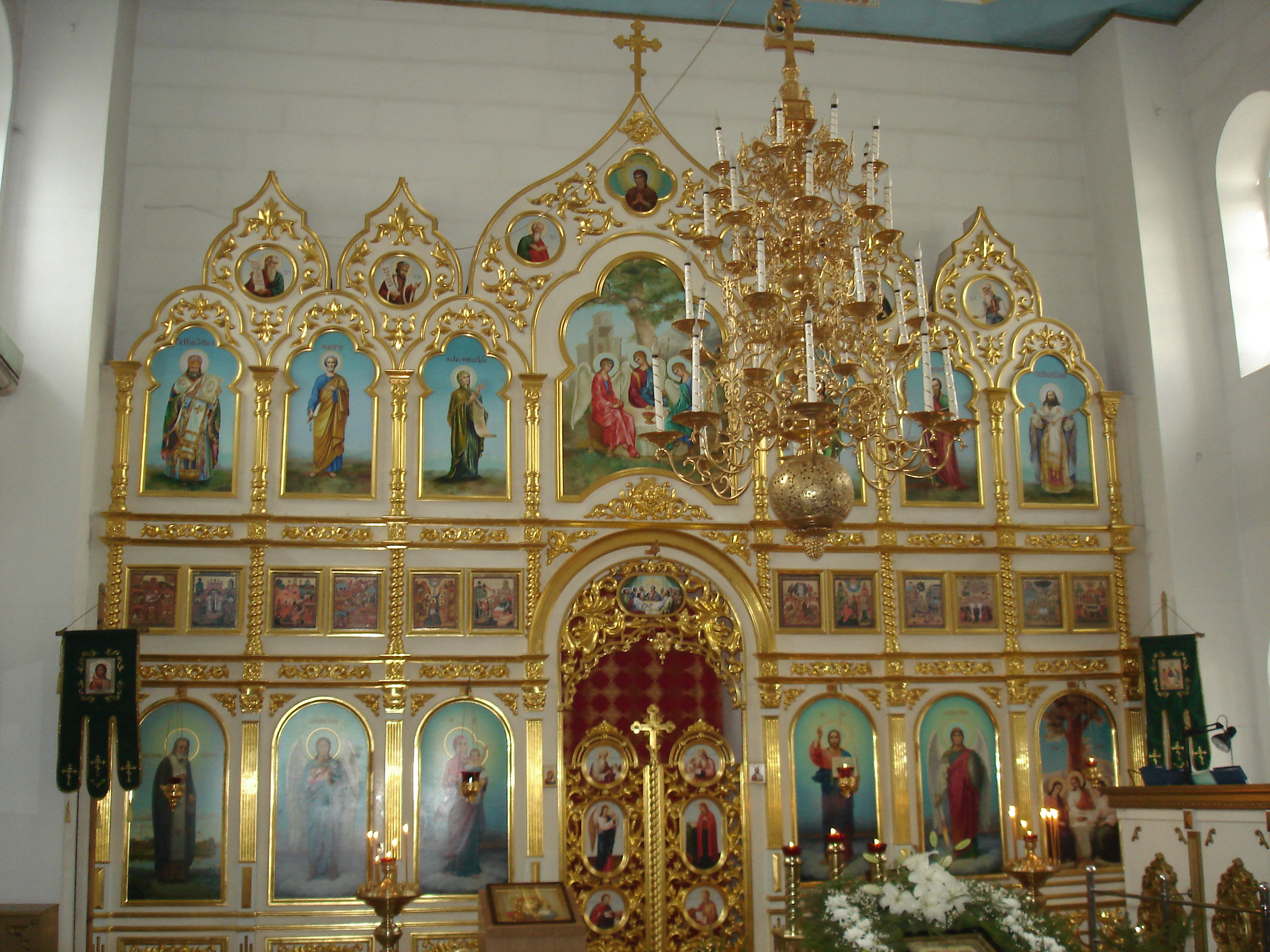
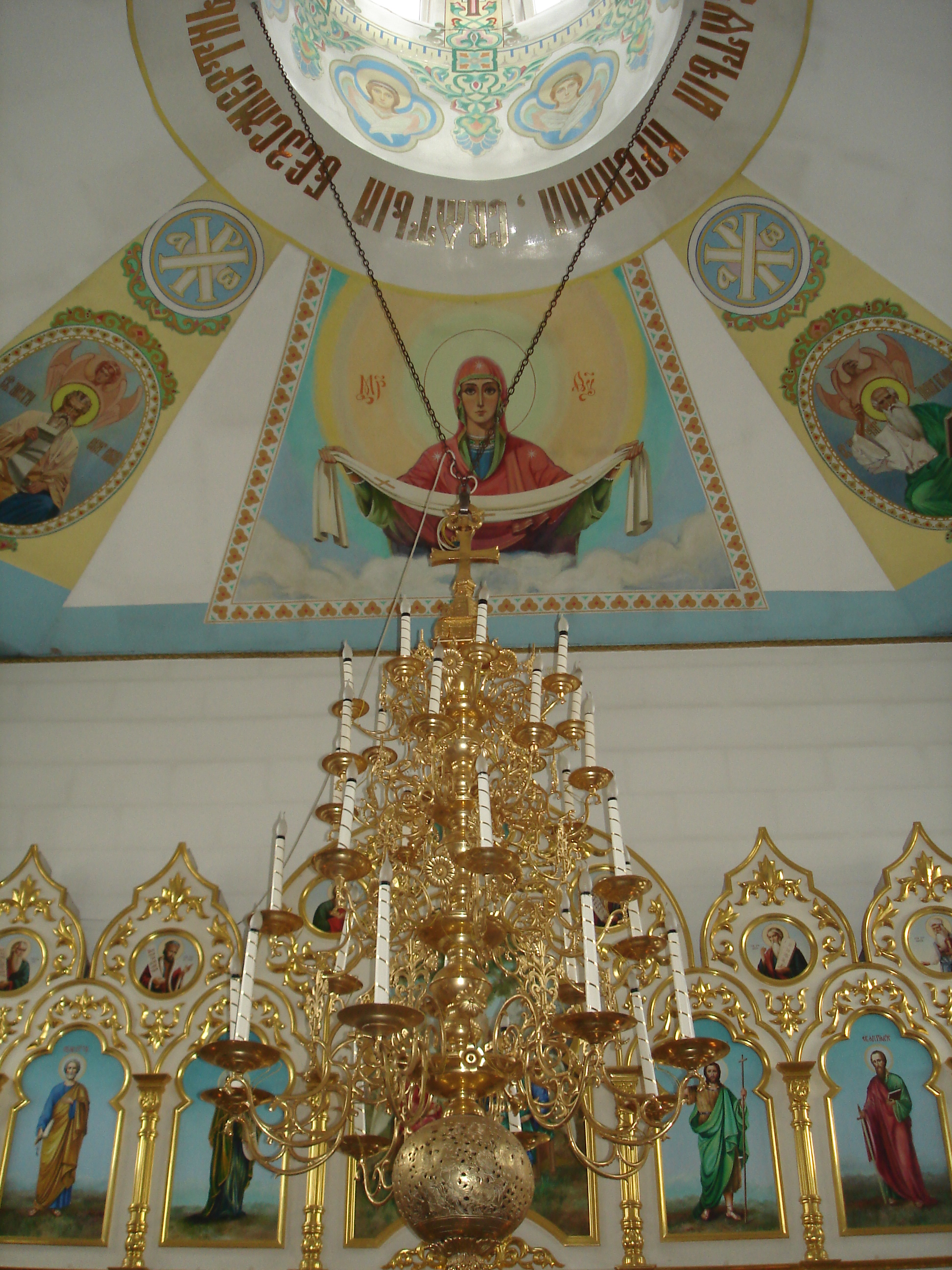
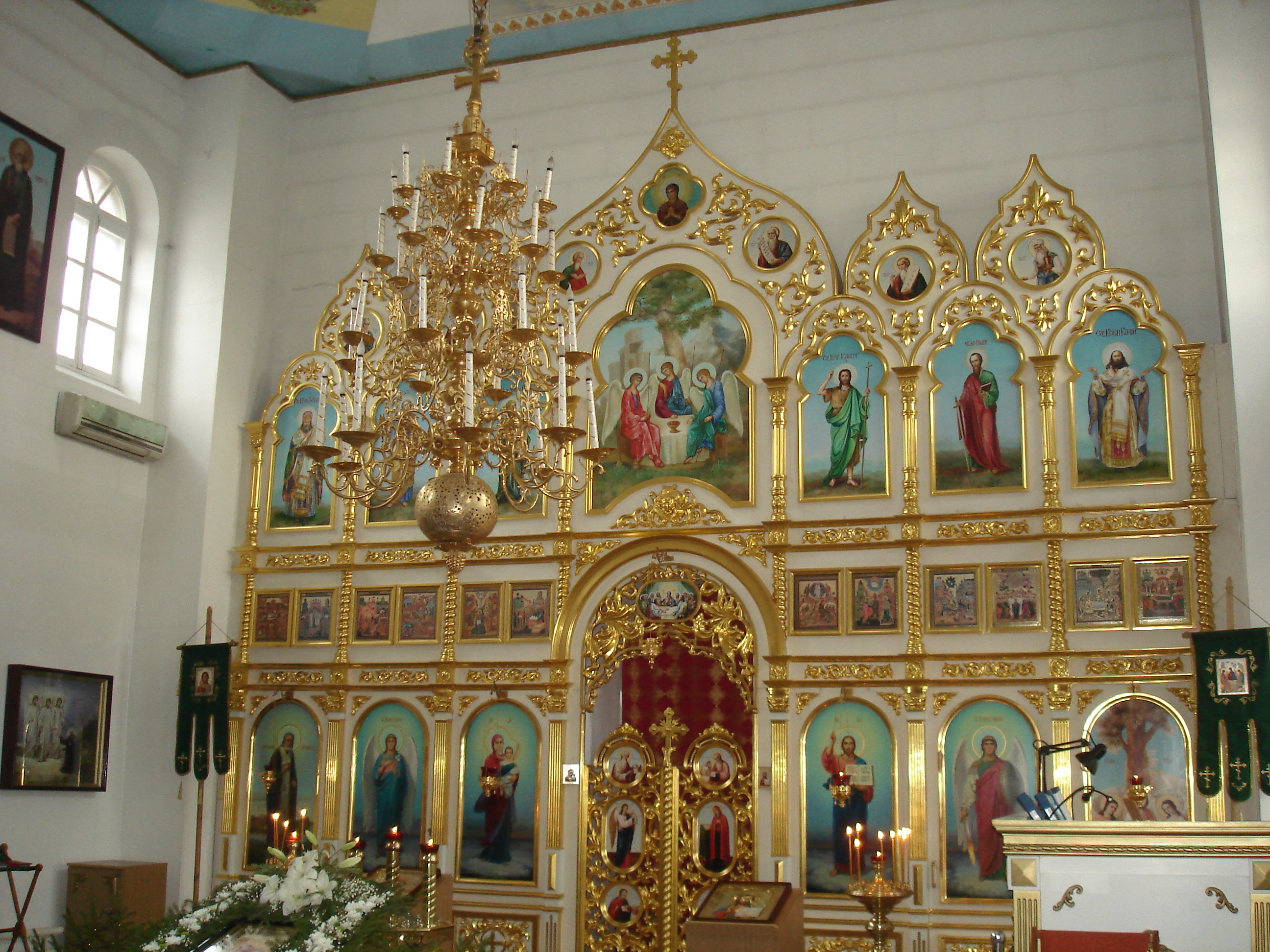